# 1. liga 1996-1997
L'edizione 1996-97 del 1. liga vide la vittoria finale dello Sparta Praga.
Capocannoniere del torneo fu Horst Siegl (Sparta Praga), con 19 reti.

## Avvenimenti
Il Brno guadagna la testa della classifica alla seconda giornata mantenendola fino all'ottavo turno: nel nono lo Slovan Liberec rimonta il Brno e raggiunge il comando. Ai 29 punti nelle prime 15 partite di campionato il Liberec trova 17 punti nelle restanti 15 concludendo al quinto posto il torneo, perdendo la vetta al sedicesimo turno. Lo Slavia Praga raggiunge per un breve momento la vetta della graduatoria prima di lasciare il posto allo Sparta Praga che, dopo il deludente girone d'andata (25 punti in 15 incontri) raccoglie 40 punti nel girone di ritorno ottenendo il terzo titolo ceco in quattro anni.

## Classifica finale
|     | Classifica           | G  | V  | N  | P  | GF | GS | Pt |
| --- | -------------------- | -- | -- | -- | -- | -- | -- | -- |
| 1.  | Sparta Praga         | 30 | 19 | 8  | 3  | 61 | 20 | 65 |
| 2.  | Slavia Praga         | 30 | 18 | 7  | 5  | 59 | 24 | 61 |
| 3.  | Jablonec             | 30 | 17 | 5  | 8  | 40 | 29 | 56 |
| 4.  | Boby Brno            | 30 | 14 | 10 | 6  | 44 | 35 | 52 |
| 5.  | Slovan Liberec       | 30 | 12 | 10 | 8  | 33 | 30 | 46 |
| 6.  | České Budějovice JCE | 30 | 11 | 11 | 8  | 38 | 40 | 44 |
| 7.  | Petra Drnovice       | 30 | 12 | 7  | 11 | 53 | 44 | 43 |
| 8.  | Sigma Olomouc        | 30 | 10 | 10 | 10 | 36 | 30 | 40 |
| 9.  | Kaučuk Opava         | 30 | 10 | 10 | 10 | 34 | 35 | 40 |
| 10. | Baník Ostrava        | 30 | 8  | 13 | 9  | 33 | 35 | 37 |
| 11. | Viktoria Plzeň       | 30 | 7  | 11 | 12 | 33 | 37 | 32 |
| 12. | Viktoria Žižkov      | 30 | 6  | 11 | 13 | 17 | 33 | 29 |
| 13. | Teplice              | 30 | 6  | 10 | 14 | 21 | 37 | 28 |
| 14. | Hradec Králové       | 30 | 5  | 13 | 12 | 22 | 39 | 28 |
| 15. | Karviná              | 30 | 6  | 7  | 17 | 25 | 50 | 25 |
| 16. | Bohemians Praga      | 30 | 4  | 7  | 19 | 22 | 53 | 19 |

### Verdetti
- Sparta Praga Campione della Repubblica Ceca 1996-97.
- Karviná e Bohemians Praga retrocesse in 2. liga.

## Statistiche e record

### Capoliste solitarie
- Dalla 2ª alla 8ª giornata:  Boby Brno
- Dalla 9ª alla 15ª giornata:  Slovan Liberec
- 17ª giornata:  Slavia Praga
- Dalla 18ª alla 30ª giornata:  Sparta Praga

### Record
- Maggior numero di vittorie:  Sparta Praga (19)
- Minor numero di sconfitte:  Sparta Praga (3)
- Migliore attacco:  Sparta Praga (61 gol fatti)
- Miglior difesa:  Sparta Praga (20 gol subiti)
- Miglior differenza reti:  Sparta Praga (+41)
- Maggior numero di pareggi:  Baník Ostrava e  Hradec Králové (13)
- Minor numero di pareggi:  Jablonec (5)
- Minor numero di vittorie:  Bohemians 1905 (4)
- Maggior numero di sconfitte:  Bohemians Praga (19)
- Peggiore attacco:  Viktoria Žižkov (17 gol fatti)
- Peggior difesa:  Bohemians Praga (53 gol subiti)
- Peggior differenza reti:  Bohemians Praga (-31)